# パナギオティス・ピクラメノス
パナギオティス・ピクラメノス（Παναγιώτης Πικραμμένος, Panagiotis Pikrammenos, [panaˈʝotis pikraˈmenos], 1945年7月26日 - ）は、ギリシャの裁判官。2009年より同国の行政訴訟の最上級審である国家評議会の長官を務めている。2019年7月9日に、副首相に就任した。2012年5月16日から6月20日まで同国暫定政権の首相を務めた。

## 経歴
1945年、ギリシャ王国パトラに生まれる。1963年にアテネジャーマンスクールを卒業、1968年にアテネ大学法学部を卒業。その後は大学院生としてパリ第2大学に進学し、1976年に国家評議会の審議官になるまでアテネとロンドンにて弁護士として活動した。その後は着実に昇進を続けていき、また2005年から2009年まで国立裁判官学校の理事長を務めた。
また法務省における多くの法務委員会に従事し、1991年から1993年まではコンスタンディノス・ミツォタキス首相の司法事務上の特別顧問を務めた。2009年に国家評議会の長官に任命された直後、ピクラメノスの車に起爆装置が仕掛けられたが、これは警察により無政府主義者による犯行と考えられている。

### 首相就任
2012年5月6日に投票が実施された総選挙の結果、過半数を得た勢力がなくパプーリアス大統領による連立政権樹立の試みが行われた。しかしいずれも失敗に終わったため規定により再選挙が行われることとなり、5月16日にパプーリアスより選挙管理内閣の首班に指名され、政治的決定権を持たない暫定政権を率いることとなった。
金融危機のさなかの暫定首相就任に、ピクラメノスは「大きな喜びであり、同時に重い責任である」と述べた。またピクラメノスにはギリシャ語で「つらい」「悲嘆にくれた」といった意味合いがあり、暫定首相就任直後にはこのことに触れ「私にぴったりの役割」と冗談を言う場面もあった。
再選挙後に新民主主義党のアントニス・サマラスを首班とする連立政権樹立で3党が合意しサマラスは6月20日に首相就任を宣誓、ピクラメノスの1ヶ月に及ぶ暫定政権は終わった。